# Кіото Санґа
«Кіото Санґа» (яп. 京都サンガ) —  японський футбольний клуб з міста Кіото.

## Історія
Клуб був заснований в 1922 році під назвою «Кіото Сіко». У 1996 році увійшов у професійну футбольну  Джей-лігу під ім'ям в «Кіото Перпл Санґа». Незважаючи на велику кількість відомих гравців, які виступали за Кіото, клуб 3 рази вилітав у Другий дивізіон.

## Відомі гравці
- Руй Рамос
- Міура Кадзуйосі
- Мацуї Дайсуке
- Моріока Рюдзо
- Янагісава Ацусі
- Акіта Ютака
- Андо Масахіро
- Ендо Ясухіто
- Куросакі Хісасі
- Мацунага Сігетацу
- Мацуяма Йосіюкі
- Мідзумото Хірокі
- Моріясу Хадзіме
- Мотідзукі Сігейосі
- Огуро Масасі
- Отаке Наото
- Сато Юто
- Такеда Нобухіро
- Тойода Йохеї
- Хірано Такасі
- Ямагуті Сатосі
- Ямагуті Тосіхіро
- Ямада Такахіро
- Ямасе Кодзі
- Кубо Юя
- Нед Зелич
- Вільфрід Сану
- Балтазар Марія де Мораїс Жуніор
- Сілас

## Титули
- Володар Кубка Імператора Японії: 2002